# 大同市歌舞剧院
大同市歌舞剧院成立于2003年，是中华人民共和国山西省大同市的文艺院团。大同市歌舞剧院的前身是1969年成立的大同市歌舞一团（原大同市歌舞团，雁北地区与大同市合并后更名大同市歌舞一团）、1958年建立的大同市歌舞二团（原雁北地区歌舞团）、大同市话剧团。合并时，原大同市歌舞一团、大同市歌舞二团的乐队合并为约60人的交响乐团。
大同市歌舞剧院每年举行大同市新年音乐会。另外曾排演原创音乐歌舞剧《云冈》、主旋律歌剧《党的女儿》和《野火春风斗古城》。